# Hans Lenk
Hans Albert Paul Lenk (ur. 23 marca 1935 w Berlinie, zm. 30 lipca 2024 w Karlsruhe) – niemiecki wioślarz reprezentujący RFN, mistrz olimpijski. Po zakończeniu kariery sportowej – profesor filozofii.

## Kariera sportowa
Wystąpił na igrzyskach olimpijskich w Rzymie w 1960, gdzie Wspólna Reprezentacja Niemiec w składzie: Manfred Rulffs, Walter Schröder, Frank Schepke, Kraft Schepke, Karl-Heinrich von Groddeck, Karl-Heinz Hopp, Klaus Bittner, Hans Lenk i Willi Padge zdobyła złoty medal. W finale o 4,34 sekundy wyprzedzili Kanadyjczyków i o 7,66 sekundy osadę Czechosłowacji. Był to jego jedyny start olimpijski.
Ponadto zdobył złoty medal w czwórkach bez sternika na mistrzostwach Europy w Poznaniu (1958) oraz w ósemkach na mistrzostwach Europy w Mâcon (1959).
Kilkukrotnie zdobywał mistrzostwo kraju. Odznaczony Orderem Zasługi Republiki Federalnej Niemiec i dwukrotnie Srebrnym Liściem Laurowym.

## Poza sportem
Studiował między innymi psychologię, filozofię i socjologię się na Uniwersytecie Chrystiana Albrechta w Kilonii i Uniwersytecie Albrechta i Ludwika we Fryburgu. Następnie wykładał filozofię na Uniwersytecie w Kilonii i Uniwersytecie Technicznym w Berlinie. Od 1969 był profesorem na Karlsruher Institut für Technologie. 
Prezydent Niemieckiego Towarzystwa Filozoficznego, członek i wiceprezydent Międzynarodowej Federacji Stowarzyszeń Filozoficznych (FISP), członek i honorowy prezydent Międzynarodowego Instytutu Filozofii (IIP), a także członek Deutscher Olympischer Sportbund. Autor ponad 2500 artykułów i 135 książek.

## Wybrane publikacje
- Kritik der logischen Konstanten, 1968, de Gruyter, Berlin-New York, ISBN 3-11-002565-5
- Werte – Ziele - Wirklichkeit der modernen Olympischen Spiele, Hofmann, Schorndorf 1964, 1972 (2. Aufl.), ISBN 3-7780-4172-X
- Eigenleistung, Fromm, Osnabrück-Zürich 1983, ISBN 3-7201-5164-6
- Zwischen Wissenschaft und Ethik, 1992, Suhrkamp, ISBN 3-518-28580-7
- Philosophie und Interpretation, 1993, Suhrkamp, ISBN 3-518-28660-9
- Interpretationskonstrukte. Zur Kritik der interpretatorischen Vernunft, 1999, Suhrkamp, ISBN 3-518-58152-X
- Interpretation und Realität, 1995, Suhrkamp, ISBN 3-518-28779-6
- Schemaspiele, Suhrkamp, ISBN 3-518-58193-7